# سليمان بوجليع
سليمان إبراهيم بوجليع لاعب كرة قدم سعودي يلعب كحارس مرمى.
لعب سابقاً في نادي الروضة ونادي مضر .